# 源興
源 興（みなもと の おこる）は、平安時代初期から前期にかけての貴族。嵯峨源氏、左大臣・源常の子。官位は従四位上・右近衛中将。

## 経歴
仁明朝の承和12年（845年）无位から従五位下に直叙され、翌承和13年（846年）侍従に任じられる。
嘉祥3年（850年）文徳天皇の即位後まもなく左兵衛権佐に任ぜられると、仁寿3年（853年）右兵衛権佐、斉衡3年（856年）左近衛権少将、天安元年（857年）右近衛中将と、文徳朝では武官を歴任するとともに、仁寿元年（851年）従五位上、斉衡2年（855年）正五位下、天安2年（858年）従四位下と順調に昇進した。
清和朝でも引き続き右近衛中将を務める一方、貞観5年（863年）従四位上、貞観8年（866年）蔵人頭に叙任されるなど官途は順調であった。貞観10年（868年）に病により蔵人頭を解任されたが、右近衛中将にはとどまり、結局文徳朝から清和朝にかけて約15年の長きに亘ってこれを務めた。
貞観14年（872年）11月19日卒去。享年45。最終官位は従四位上行右近衛中将兼阿波守。

## 人物
容姿が美しく、立ち居振る舞いに優れていた。外見は雄々しく立派である一方で、内面は心が広く穏やかな性格であった。まだほとんど学問を修めていないような幼い頃、既に百氏を諳んじていたという。

## 官歴
注記のないものは『六国史』による。
- 承和12年（845年） 正月7日：従五位下（直叙）
- 承和13年（846年） 正月13日：侍従
- 嘉祥3年（850年） 4月2日：左兵衛権佐
- 仁寿元年（851年） 11月26日：従五位上
- 仁寿3年（853年） 日付不詳：右兵衛権佐
- 仁寿4年（854年） 6月：解職（父服喪）。9月：本官起之
- 斉衡2年（855年） 正月7日：正五位下
- 斉衡3年（856年） 8月28日?：左近衛権少将[2]
- 斉衡4年（857年） 正月14日：兼相模守。4月19日：右近衛中将
- 天安2年（858年） 正月7日：従四位下
- 天安3年（859年） 正月13日：兼筑前守。6月：去筑前守（母服喪）
- 貞観2年（860年） 正月16日：兼筑前守（本官起之）
- 貞観3年（861年） 正月13日：兼美作守
- 貞観4年（862年） 正月13日?：止美作守[2]
- 貞観5年（863年） 正月7日：従四位上
- 貞観6年（864年） 正月16日：兼伊勢守
- 貞観8年（866年） 11月：蔵人頭[3]
- 貞観10年（868年） 正月16日?：止伊勢守[2]。10月：解蔵人頭[4]
- 貞観11年（869年） 正月13日：兼阿波守
- 貞観14年（872年） 11月19日：卒去（従四位上行右近衛中将兼阿波守）

## 系譜
『尊卑分脈』による。
- 父：源常
- 母：不詳
- 妻：不詳
  - 男子：源教